# Per-Kristian Foss

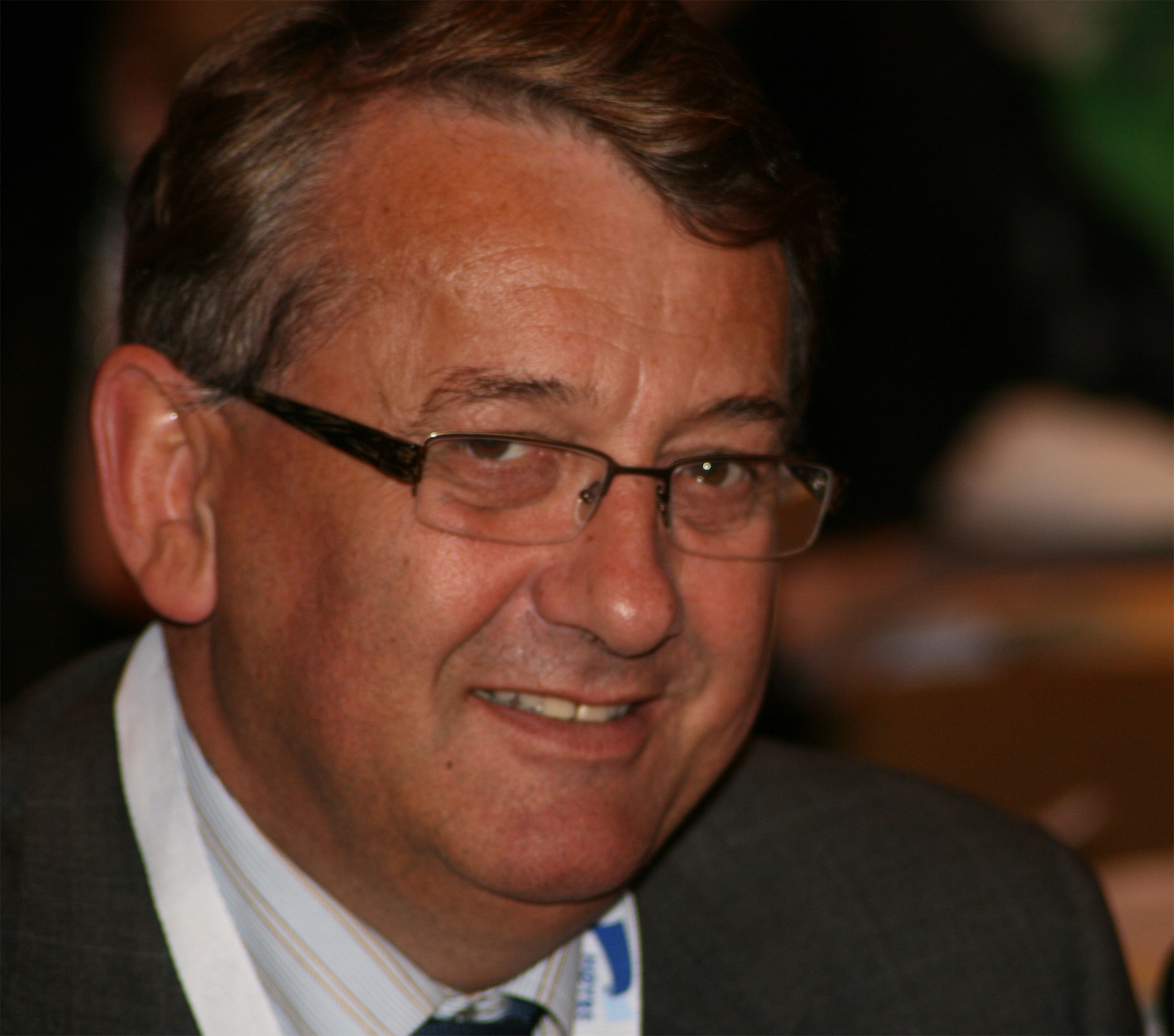
Per-Kristian Foss

Per-Kristian Foss (* 19. Juli 1950 in Oslo) ist ein norwegischer konservativer Politiker der Partei Høyre. Er war von 2001 bis 2005 norwegischer Finanzminister im Kabinett von Kjell Magne Bondevik.

## Leben
Foss hat Politikwissenschaft, Rechtswissenschaft und Kriminologie studiert und im Jahr 1977 sein Studium abgeschlossen. Zwischen 1973 und 1977 war er Vorsitzender der Jugendorganisation Unge Høyre. Im Jahr 1981 zog er erstmals in das norwegische Parlament, das Storting, ein. Dort war er bis 2013 durchgehend Mitglied und er vertrat den Wahlkreis. Er wurde allerdings in seiner Zeit als Minister durch Parteikollegen ersetzt. Dabei war er von 1989 bis 1993 der Vorsitzende des Finanzausschusses. Zwischen Oktober 2009 und September 2013 war er einer der Vizepräsidenten des Parlaments.
Am 19. Oktober 2001 wurde er zum Finanzminister in der Regierung Bondevik II ernannt. Er übte das Amt bis zum Ende der Regierung am 17. Oktober 2005 aus. Im Jahr 2005 wurde er mit dem Sankt-Olav-Orden ausgezeichnet.
Per-Kristian Foss war von 2000 bis 2004 Vorsitzender der Høyre-Partei in Oslo. Von 2002 bis 2008 war er zudem stellvertretender Vorsitzender der Partei auf Landesebene.
Von 2014 bis Ende 2021 war er Präsident des Norwegischen Rechnungshofes (Riksrevisjonen).

## Privates
Foss heiratete im Jahr 2002 seinen Lebensgefährten Jan Erik Knarbakk, geschäftsführender Direktor des Schibsted-Verlags, einer Tochter der norwegischen Mediengruppe Schibsted.